# 广平府文庙
广平府文庙，是原来广平府的文庙，位于中国河北省邯郸市永年区广府镇内的广府城。该文庙的大成殿以“文庙大殿”之名，被公布为邯郸市永年县的一个省级文物保护单位，类型为古建筑，公布时间为1982年7月23日，历史年代为明代。

## 简介
广平府文庙大成殿是一座重檐歇山顶建筑。《广平府志》记载，该大成殿建于明朝初期，面阔七间，进深三间，共有柱24根，建筑面积达到632.4平方米，建筑通高达17米，顶覆琉璃瓦，檐下施有斗拱，柱头一朵，补间三朵，转角采用斜拱，都是三杪双下昂八铺作。殿前设有青砖砌成的月台，边用条石压面，宽36.3米，高1.5米。该大成殿原来是河北省内保存的体量最大、规格最高的文庙建筑。
1982年11月28日夜，该大成殿发生火灾而全部烧毁。现仅存基址和柱顶石，柱顶石鼓镜直径达到0.75米。大成殿前东西两侧原来有东西配房，早期被毁，现仅存柱顶石。
2018年2月14日，河北省人民政府公布河北省第六批文物保护单位时将“文庙大殿”调整为一般遗存点。